# Maxime Frédéric
Maxime Frédéric, né en juin 1989, est un pâtissier français. Après Le Meurice et George V, il est le chef pâtissier de Cheval Blanc Paris depuis 2019. En 2024, il ouvre sa propre boutique, Pleincœur une boulangerie-pâtisserie et chocolaterie, dans le quartier des Batignolles à Paris.
Il est sacré « meilleur pâtissier » pour l’année 2022 par le guide Gault et Millau et en 2025 « chef pâtissier le plus créatif du monde » décerné par La Liste et « meilleur patissier du monde » par The World’s Best Pastry Chef. 

## Biographie
Les grands-parents de Maxime Frédéric sont producteurs laitiers en Normandie. Il y apprend avec sa grand-mère la confection de desserts. Après un CAP, il travaille dans la boulangerie-pâtisserie La Grigne à Argences, dans le Calvados. Puis, en 2010, il rentre dans les cuisines du Meurice, auprès du chef pâtissier Camille Lesecq puis au côté de Cédric Grolet en 2012 qui le nomme adjoint.
En 2016, Maxime Frédéric rejoint le George V lors de l’ouverture du restaurant L’Orangerie, où travaille le chef David Bizet. Il est alors le chef pâtissier des trois restaurants étoilés du palace à savoir Le Cinq de Christian Le Squer, Le George de Simone Zanoni et L'Orangerie à l'époque de David Bizet. Il quitte ces fonctions en 2019, remplacé par le chef patissier Michaël Bartocetti. 
Maxime Frédéric rejoint en octobre 2019 l'équipe d'Arnaud Donckele à Cheval Blanc Paris, propriété du groupe de luxe LVMH. Il est le chef pâtissier de Cheval Blanc Paris, ouvert en 2021,.
Avec des membres de sa famille Maxime Frédéric exploite la ferme de ses grands-parents à Tourville-sur-Sienne dans la Manche, avec un élevage de poules de races anciennes, leurs œufs sont utilisés dans les cuisines du Cheval Blanc et celles d’autres chefs. En novembre 2024, Maxime Frédéric ouvre sa propre boutique, Pleincœur une boulangerie-pâtisserie et chocolaterie, au 64 rue des Batignolles dans le quartier des Batignolles du 17e arrondissement à Paris.

## Distinctions
Maxime Frédéric est sacré meilleur pâtissier de l’année pour 2022 par le guide Gault et Millau,.
En 2025, il reçoit deux titres significatifs avec le « chef pâtissier le plus créatif du monde » décerné par le guide de voyage culinaire La Liste et celui de « meilleur patissier du monde » dans le cadre du répertoire culinaire The World’s Best Pastry Chef .

## Publication
- Maxime Frédéric, Philippe Toinard et Nicolas Ceroni, Plein Coeur - La Pâtisserie, la terre et les hommes : 60 recettes et reportages de notre terroir, Martiniere Bl, 2024, 256 p. (ISBN 9791040115434)